# Alpina zermattensis
Alpina zermattensis är en fjärilsart som beskrevs av Eugen Wehrli 1919. Alpina zermattensis ingår i släktet Alpina och familjen mätare. Inga underarter finns listade i Catalogue of Life.